# Robert Byron Bird
Robert Byron Bird (Bryan, 5 de fevereiro de 1924) é um engenheiro químico estadunidense.